# Marina Michailowna Raskowa

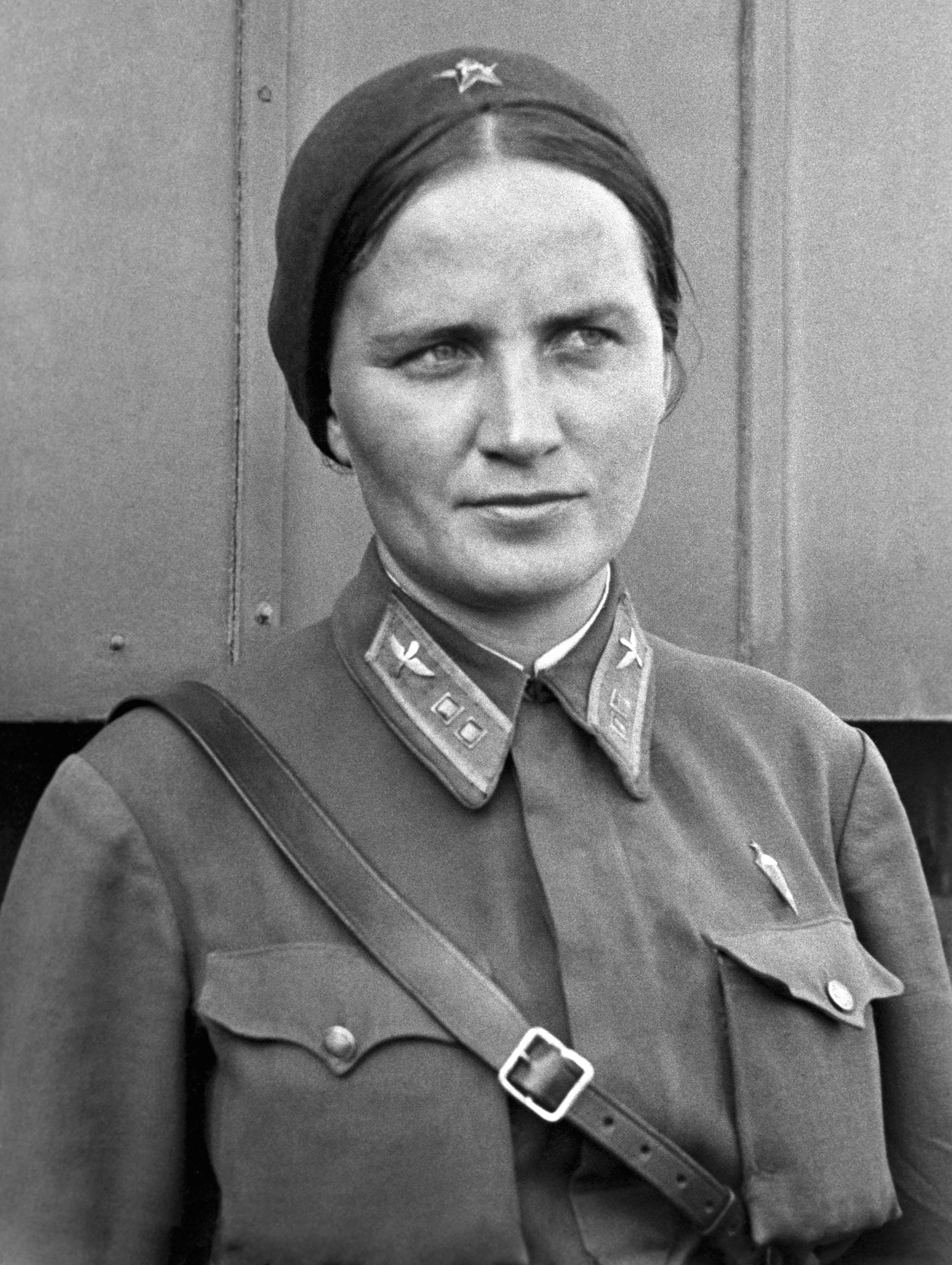
Marina Raskowa, 1938

Marina Michailowna Raskowa (russisch Марина Михайловна Раскова, wiss. Transliteration Marina Michajlovna Raskova; * 15. Märzjul. / 28. März 1912greg. in Moskau; † 4. Januar 1943 in der Nähe von Saratow) war eine sowjetische Fliegerin und Offizierin (Major). Sie gehörte seit 1940 der KPdSU an.

## Leben
Marina Raskowa wurde als Tochter eines Musikers und einer Lehrerin geboren. Ihr Vater, der als Gesangslehrer arbeitete, verstarb bereits während ihrer Kindheit im Jahr 1919. Am Moskauer Konservatorium begann sie ein Klavierstudium, brach dieses jedoch ab und arbeitete ab 1929 in einer Chemiefabrik. Von 1932 bis 1934 absolvierte sie eine Ausbildung zum Navigator im Fernstudium am Institut der Zivilluftflotte, in ihrer freien Zeit ließ sie sich bei ihrem örtlichen Aeroklub zur Pilotin ausbilden. Mit einem Sportflugzeug von Jakowlew nahm sie im August 1935 an ihrem ersten Fernflug über 650 Kilometer teil. Dabei flogen sechs Pilotinnen unter der Führung von Agnessa Kadazkaja und Walentina Stojanowskaja von Leningrad nach Moskau.
1937 folgte ein Gruppenwettflug von 19 Sportflugzeugen auf der Strecke Moskau–Sewastopol–Moskau, den sie zusammen mit dem Piloten Rawikowitsch absolvierte und mit dem 6. Platz abschloss. Im selben Jahr stellte sie ihren ersten Frauenweltrekord zusammen mit Walentina Grisodubowa als Pilotin auf. Die beiden Frauen absolvierten mit einem Jakowlew-Sportflugzeug einen Nonstopflug von 1443 Kilometern von Moskau nach Aktjubinsk. Einen weiteren Fernflug ohne Zwischenlandung führte sie am 2. Juli 1938 mit Polina Ossipenko und Wera Lomako auf der Strecke Sewastopol-Archangelsk mit einem Flugboot durch.
Am 24./25. September 1938 errang sie in einer ANT-37 „Rodina“ (Heimat) zusammen mit Walentina Grisodubowa und Polina Ossipenko in 26:29 Stunden einen Weltrekord auf einer Geraden von 5908,610 km auf der Strecke Moskau – Ochotskisches Meer. Kurz vor Ende des Fluges ging dem Flugzeug der Treibstoff aus und Marina Raskowa musste auf Befehl ihrer Kommandantin vor der Notlandung mit dem Fallschirm abspringen. Sie landete in der Wildnis und schlug sich zehn Tage lang zu Fuß durch die Taiga bis zu dem in einem Sumpfgebiet bauchgelandeten Flugzeug durch. Die „Rodina“ und ihre Besatzung wurden trotz der sofort eingeleiteten Suchaktion erst am 3. Oktober von zwei Piloten gefunden. Für diesen Flug wurde den drei Fliegerinnen am 2. November 1938 als ersten Frauen in der sowjetischen Geschichte der Titel Held der Sowjetunion verliehen.
Nach dem Überfall des Deutschen Reichs bewarb sie sich für die Luftstreitkräfte, wurde jedoch zunächst abgewiesen. Erst durch Fürsprache des Volkskommissars (Minister) für Luftfahrtindustrie Alexei Schachurin bei Josef Stalin erhielt sie, inzwischen zum Major befördert, schließlich doch die Erlaubnis, zusammen mit sechs anderen weiblichen Offizieren an der Ausarbeitung zur Aufstellung von nur aus Frauen bestehenden Fliegerregimentern zu arbeiten. Als erstes wurde die Fliegergruppe Nr. 122 gegründet. Noch 1941 wurden in Engels drei Regimenter aufgestellt: das 586. Jagdfliegerregiment, ausgerüstet mit Jak-1, das 587. Bomberregiment mit Pe-2-Flugzeugen und schließlich das mit U-2 versehene 588. Nachtbomberregiment (Nachthexen). Sie selbst übernahm ab 1942 die Führung des Bomberregiments. Alexandra Makunina war Starschi Leitenant im 586. Jagdfliegerregiment. Alle drei Einheiten bestanden komplett aus weiblichem Personal und kämpften bis zum Ende des Krieges gegen die deutschen Truppen. Eine Staffelnavigatorin war Jewdokija Pasko. Der Titel Garderegiment wurde den beiden Bombereinheiten im Juni 1943 verliehen, Marina Raskowa selbst erlebte dies nicht mehr: Sie stürzte am 28. Dezember 1942 im Landeanflug bei der Überführung einer Pe-2 zu ihrer Einheit ab und verstarb wenige Tage später.

## Auszeichnungen
Ihre Urne wurde an der Kremlmauer in Moskau beigesetzt. Postum wurde Raskowa der Orden des Vaterländischen Krieges 1. Klasse verliehen. Sie war außerdem zweifacher Träger des Leninordens.

## Autorin
Marina Raskowa ist Autorin des Buches Fliegerinnen, das 1949 im Paul List Verlag Leipzig ins Deutsche übersetzt erschien. Darin schildert sie unter anderem ihre Erlebnisse beim Rekordflug vom September 1938. Außerdem erschien 1976 ihr Buch Aufzeichnungen eines Navigationsoffiziers in russischer Sprache.

## Rezeption

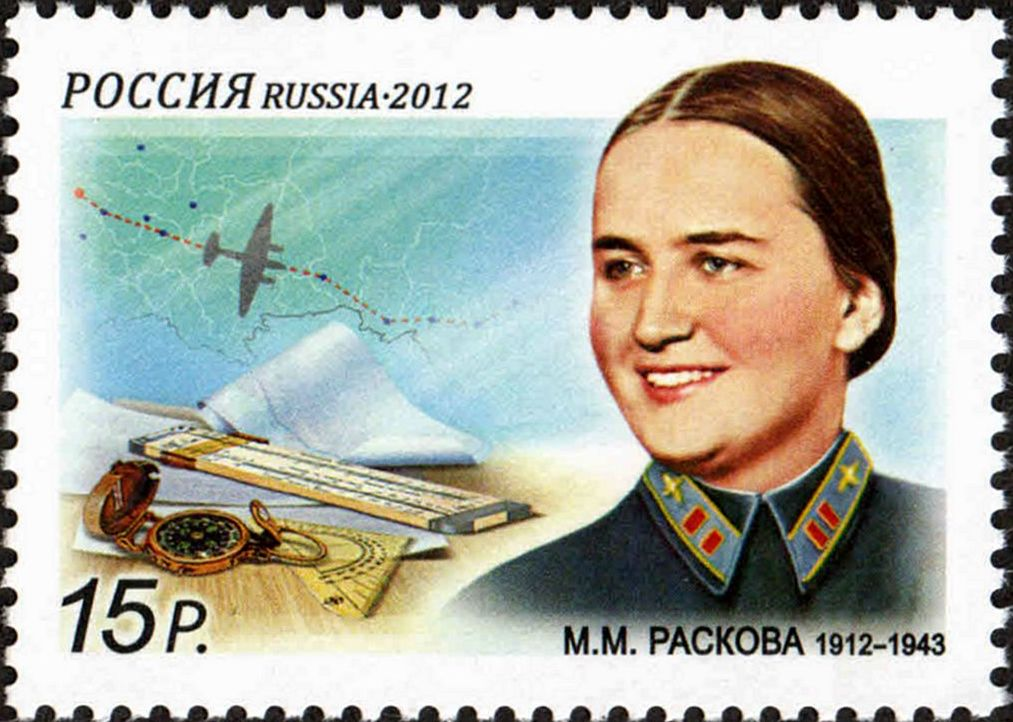
Russische Sondermarke zum 100. Geburtstag von Marina M. Raskowa (2012)

Im Ö1-Radiokolleg vom 29. August 2017 ist Raskowa im Originalton zu hören: Ende Mai 1942 wurde ihre Einheit an die Front verlegt. (Übersetzung:) „Wir flogen mit Maschinen, die für den Ausbildungsbetrieb gebaut worden waren. Sie bestanden im Wesentlichen aus einem Holzrahmen und Sperrholz, waren mit Stoff bespannt und hatten zwei Sitze: Vorne saß die Pilotin und hinten die Navigatorin, die auch die Bomben abwarf. Unsere Mädels absolvierten oft mehr Flüge als das in unserer Nähe stationierte Männerregiment. Denn die Männer legten immer wieder Rauchpausen ein. Die Frauen rauchten nicht. Wenn sie von einem Flug zurückkehrten, tankten sie so schnell wie möglich auf, luden neue Bomben und flogen wieder in die Nacht hinaus – zum nächsten Einsatz.“

## Schriften
- Fliegerinnen : Erlebnisse einer russischen Pilotin, deutsch von Horst Wolf, Paul List Verlag, Leipzig-München, 1949, DNB 453916481